# Raffiella Chapman
Raffiella Chapman (Hastings, East Sussex; 11 de octubre de 2007) es una actriz británica de ascendencia británica, italiana e india. Reconocida en muchas películas y series de televisión notables, incluyendo de La teoría del todo, Miss Peregrine's Home for Peculiar Children, La materia oscura e Infinite, y así como Vasper en la película homónima.

## Primeros años
Chapman nació el 11 de octubre de 2007 en Hastings, East Sussex, Inglaterra en Reino Unido.

## Vida personal
Chapman es la hija del actor Dom Chapman y la guionista Emilia di Girolamo.

## Filmografía

### Películas
| Año  | Título                                      | Personaje             | Notas          |
| ---- | ------------------------------------------- | --------------------- | -------------- |
| 2014 | La teoría del todo                          | Lucy Hawking (6 años) | [ 1 ]          |
| 2016 | Die Habenichtse                             | Sara                  | [ 2 ]          |
| 2016 | Miss Peregrine's Home for Peculiar Children | Claire Densmore       | [ 3 ]          |
| 2018 | Belittled                                   | Sally                 | Cortometraje   |
| 2021 | Infinite                                    | Jinya                 | [ 1 ]          |
| 2021 | Homebound                                   | Anna                  | [ 4 ]          |
| 2022 | Vesper                                      | Vesper                | [ 1 ]          |
| 2024 | Sweet Brother                               | Judgement             | Postproducción |

### Televisión
| Año  | Título            | Personaje        | Notas                       |
| ---- | ----------------- | ---------------- | --------------------------- |
| 2013 | Law & Order: UK   | Ellie Trayler    | Episodio: «Trucks»          |
| 2018 | Trauma            | Catherine Bowker | 3 episodios                 |
| 2019 | La materia oscura | Annie            | Episodio: «The Daemon-Cage» |